# Ska vi älska, så ska vi älska till Buddy Holly
Ska vi älska, så ska vi älska till Buddy Holly, skriven av Per Gessle och Mats "MP" Persson, är en sång inspelad av den svenska popgruppen Gyllene Tider, släppt på singel den 27 maj 1980. På den svenska singellistan låg den som högst på 8:e plats. Texten refererar till populärmusik från 1950-, 60- och 70-talen.

## Låtlista
1. Ska vi älska, så ska vi älska till Buddy Holly - 3:44
2. (Dansar inte lika bra som) sjömän - 2.32

## Listplaceringar
| Lista (1980) | Position |
| ------------ | -------- |
| Sverige      | 8        |

## Coverversioner
1981 spelade Kentons från Ljusdal in låten .